# Mikroregion Český Kras - Pláně
Mikroregion Český Kras – Pláně je dobrovolný svazek obcí podle zákona v okresu Beroun a okresu Praha-západ, jeho sídlem je Třebotov a jeho cílem je rozvoj mikroregionu, ÚP, životního prostředí a cestovního ruchu. Sdružuje celkem 12 obcí a byl založen v roce 2002.

## Obce sdružené v mikroregionu
- Bubovice
- Choteč
- Chýnice
- Kosoř
- Lužce
- Mezouň
- Mořina
- Mořinka
- Roblín
- Třebotov
- Vonoklasy
- Vysoký Újezd